# Chartreuse de Champmol
Die Chartreuse de Champmol ist ein ehemaliges Kartäuserkloster in Dijon in Burgund, das gegründet wurde, um die Grablege der Herzöge von Burgund aus dem Haus Burgund, einer Nebenlinie der Valois, zu werden.

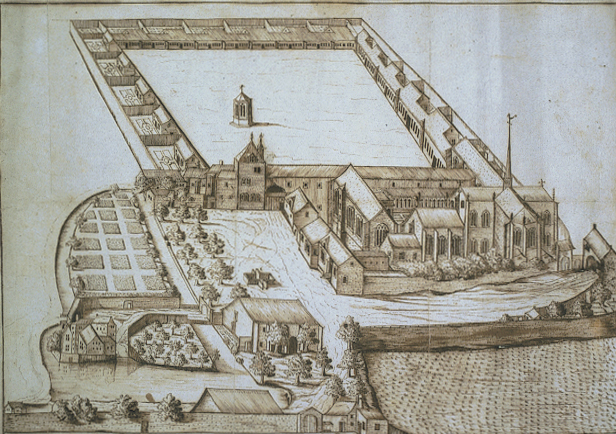
Historische Ansicht der Kartause. Im Hintergrund die 24 Mönchshäuser um den Großen Kreuzgang.
In der Mitte der Mosesbrunnen in einem Schutzbau. Vorne rechts die Klosterkirche mit einem spitzen Dachreiter. An beiden Seiten der Kirche sind Gebetsräume (Oratorien) und Nebenkapellen für den Herzog, seine Frau und weitere Stifter angebaut.
Links schließt sich an die Kirche der etwas niedrigere Kapitelsaal an, ums Eck liegt das große Refektorium mit seinen Maßwerkfenstern. Diese Gebäude umschließen den Kleinen Kreuzgang

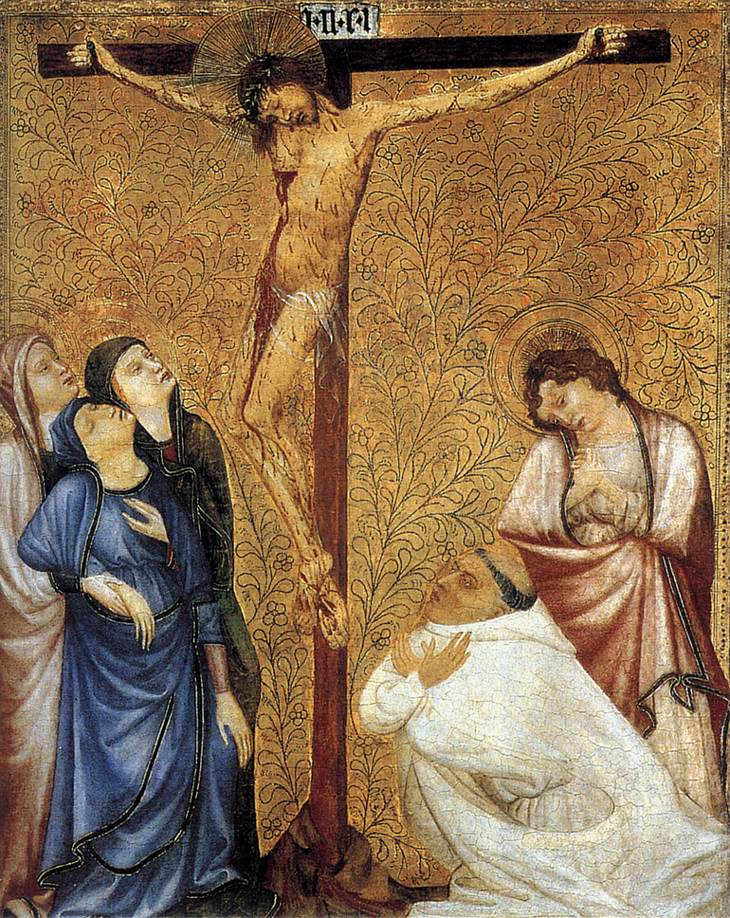
Der Herzog ließ für jede Mönchszelle ein Bild der Kreuzigung anfertigen

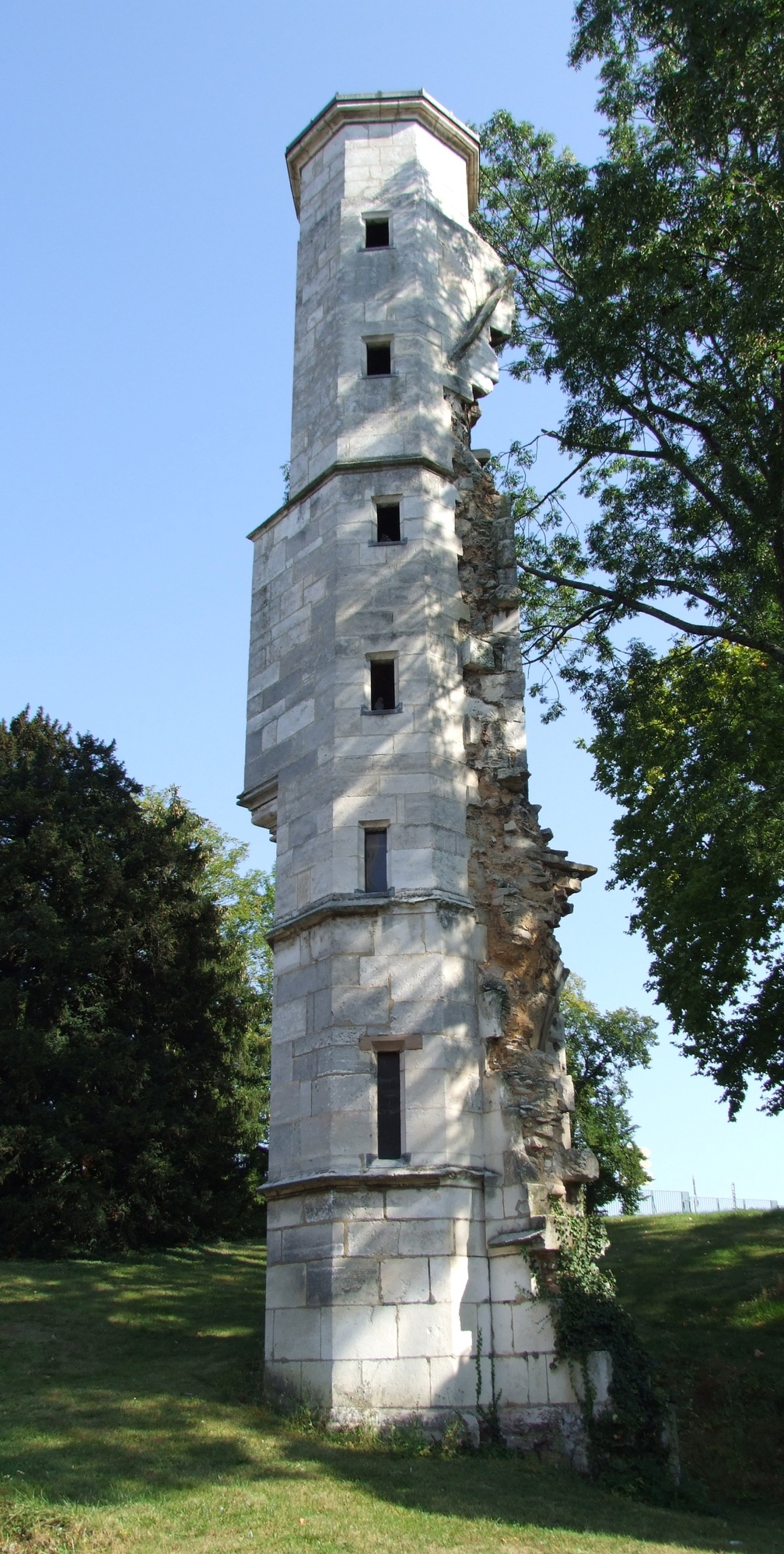
Treppenturm der ehemaligen Klosterkirche, der zum angebauten herzoglichen Oratorium führte

## Bau der Abtei

### Die Anfänge
Die Konstruktion der Kartause wurde von Herzog Philipp dem Kühnen beschlossen, die Vorarbeiten begannen im September 1377. Der Herzog wünschte eine Nekropole in Analogie zu der der Könige von Frankreich in der Basilika Saint-Denis zu haben, und wählte dafür einen Platz in der Nähe seiner Hauptstadt Dijon. Der Bauplatz lag einige Kilometer außerhalb der Stadt in modrigem Gelände (daher wohl Champmol = weiches Feld) am Ufer des Flusses Ouche. Das Projekt sah den Bau einer Kirche vor, dazu Konventsgebäude, einen kleinen und einen großen Kreuzgang, der mit einem zentralen Brunnen in Form eines Kalvarienberg geschmückt werden sollte, einen Kapitelsaal und eine Sakristei. Die Kartause war der Heiligen Dreifaltigkeit geweiht. Unter der Leitung von Drouet de Dammartin, der bei Raymond du Temple gelernt hatte, dem Architekten des Königs Karl V., begannen die Ausschachtungsarbeiten im Juli 1383, die feierliche Grundsteinlegung durch Herzogin Margarete und ihren Sohn, den zwölfjährigen Johann fand im August desselben Jahres statt. Die Kirche wurde fünf Jahre später, im Mai 1388, durch den Bischof von Troyes geweiht, die 24 Mönche zogen im Oktober in das Kloster ein. 1399 wurde die Kelter fertig, mit deren Hilfe das Kloster die Weinproduktion aufnahm.

### Eine große Baustelle
Der Bau beschäftigte mehr als 250 Arbeiter und verschiedenen Regionen und allen Baugewerke: Bildhauer, Maler, Ziegelbrenner, Glaser, Schreiner und Gießer, die Handwerksmeistern unterstanden. Die Gießer arbeiteten für Maître Colart, der den Auftrag hatte, die Glocken der Abtei herzustellen. Der Schreiner Jean de Liège war für die Türzargen und Wandvertäfelungen zuständig; bei den Ziegelbrennern sind Perrin de Longchamps und Jean de Gironne erwähnenswert, bei den Glasern Robert de Cambrai und Henri Glumosack. Mit den dekorativen Arbeiten am Gebäude war ein Handwerker aus Nordfrankreich beauftragt worden, Jean de Beaumetz, während auf Jean Malouel die Farbgebung am Grabmal Philipps des Kühnen zurückgeht. Melchior Broederlam war für die Gemälde der Altarretabel verantwortlich, die von Jacques de Baerze in Dendermonde skulptiert worden waren.
1390 wurden die beiden Retabel der Heiligen und Märtyrer und der Kreuzigung bei Jacques de Baerze in Auftrag gegeben, 1391 wurden sie nach Ypern gebracht, wo Melchior Broederlam von 1393 bis 1399 für die Gemälde sorgte. 1399 wurden sie in der Chartreuse aufgestellt.

### Die Erben Philipps des Kühnen
Das gesamte 15. Jahrhundert hindurch sorgten die Herzöge von Burgund für die Ausstattung der Abtei. Henri Bellechose, der Hofmaler Johann Ohnefurchts, arbeitet hier von 1415 bis 1444 als Nachfolger von Jean Malouel. 1416 wurde er für einen Altar entlohnt, der für die Kirche der Chartreuse bestimmt war, sich heute aber im Louvre befindet.

### Die Grabmäler
1384 beauftragte Herzog Philipp der Kühne seinen Bildhauer Jean de Marville mit seinem Grabmal. Dieser stellte Steinmetze aus Holland an, unter ihnen Claus Sluter, der 1389 zum Maître de l’atélier ernannt wurde, und dessen Werk auch das Portal ist. Er ist es auch, der den Mosesbrunnen realisierte, und den Kalvarienberg, der sich im großen Kreuzgang befand. Als Philipp 1404 verstarb, war sein Grabmal noch nicht fertiggestellt, und der neue Herzog Johann Ohnefurcht übertrug diese Arbeit Claus Sluter, der 1406 verstarb, nachdem er nur zwei der Trauerfiguren fertiggestellt hatte. Auf ihn folgte sein Neffe Claus de Werve, der das Werk 1410 vollendete. Philipps Frau Herzogin Margarethe von Flandern wurde nicht in Champmol begraben, sondern in der Grafenkapelle von Courtrai, der traditionellen Grablege der Grafen von Flandern, an der Seite ihres Vaters Louis de Male. Herzog Johann Ohnefurcht gab darüber hinaus ein Doppelgrabmal für sich und seine Frau Margarete von Bayern nach dem Modell des Grabmals seines Vaters in Auftrag, das bei seinem plötzlichen Tod 1419 jedoch nur als Entwurf existierte. Nach dem Tod Claus de Werves 1439 rief Herzog Philipp der Gute die Bildhauer Jean de la Huerta (1443) und Antoine Le Moiturier (1461) an seinen Hof, die das Monument schließlich im Jahr 1470 vollendeten, als es in der Kartause aufgestellt wurde. Bereits 1467 war Herzog Philipp der Gute verstorben und war in der Kartause beerdigt worden. Zu der Ausführung eines Grabmales für ihn kam es in der Regierungszeit des vierten Herzogs Karl des Kühnen (1467–1477) nicht mehr. Nach dem Tod Karls in der Schlacht von Nancy fiel das Herzogtum Burgund an den König von Frankreich zurück, so dass Karl nicht mehr in Champmol seine letzte Ruhe fand, sondern nach einer vorübergehenden Bestattung in Nancy schließlich nach Brügge überführt wurde, wo sein Grabmal steht.
Im 16. und 17. Jahrhundert war die Chartreuse de Champmol ein viel beachtetes Bauwerk. Erneuerungsarbeiten im 18. Jahrhundert zerstörten einige der mittelalterlichen Werke, die als altmodisch angesehen und durch Zeitgenössisches ersetzt wurden.

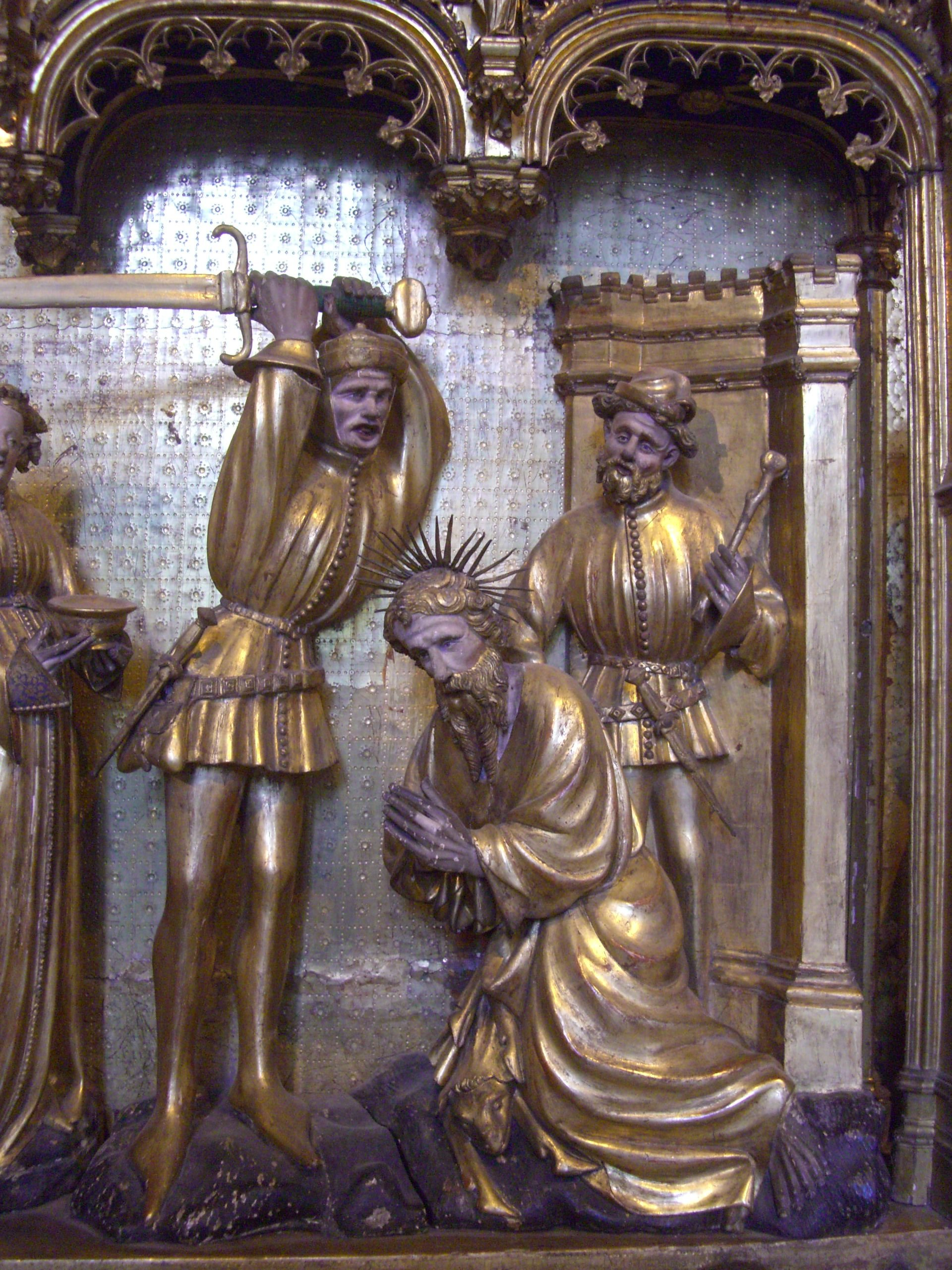
Detail des „Retabels der Heiligen und Märtyrer“ von Jacques de Baerze: Die Hinrichtung Johannes des Täufers
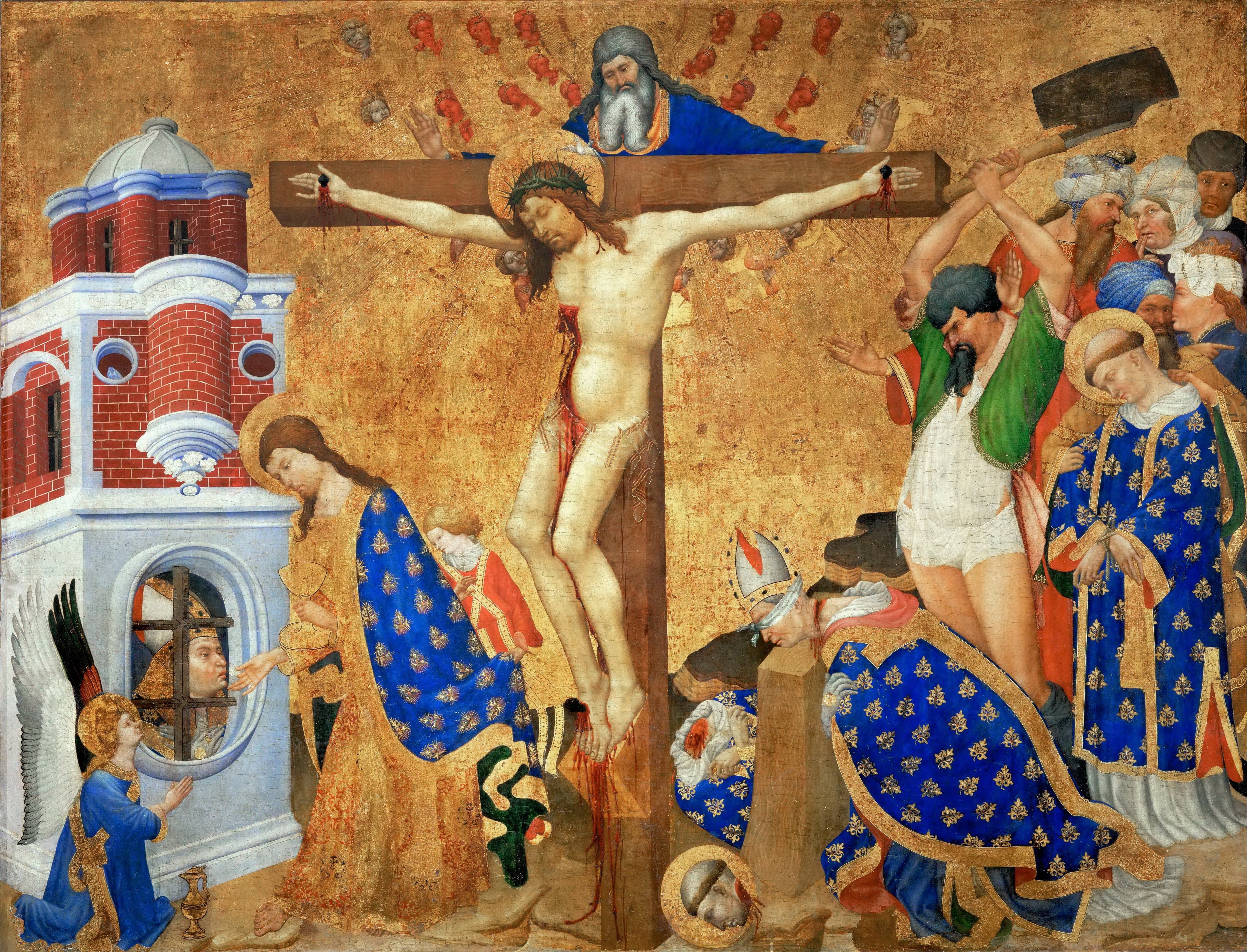
Retabel von Henri Bellechose für die Kirche der Chartreuse, Musée du Louvre
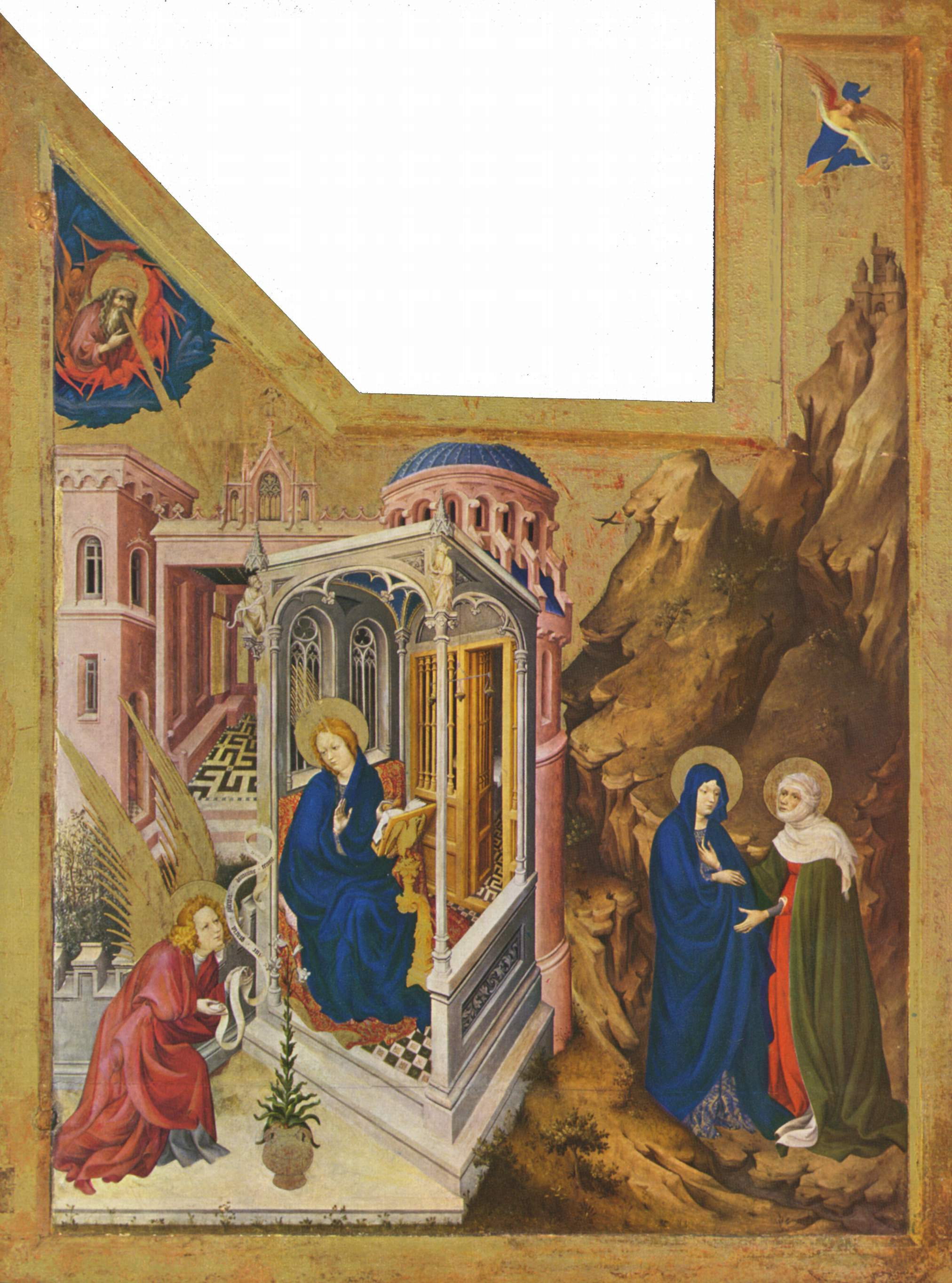
Retabel von Melchior Broederlam
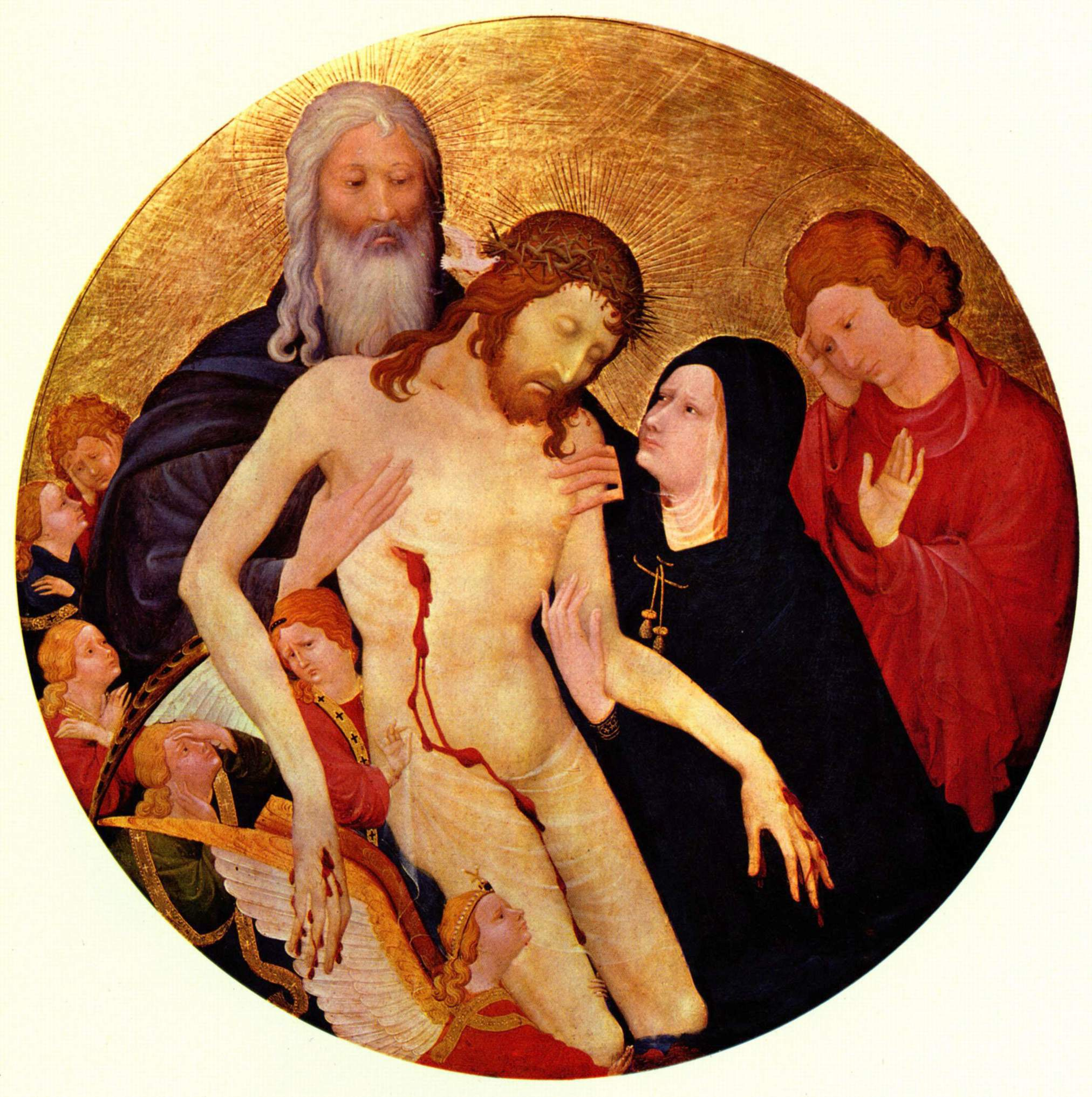
Pietà von Jean Malouel

## Nach der Revolution

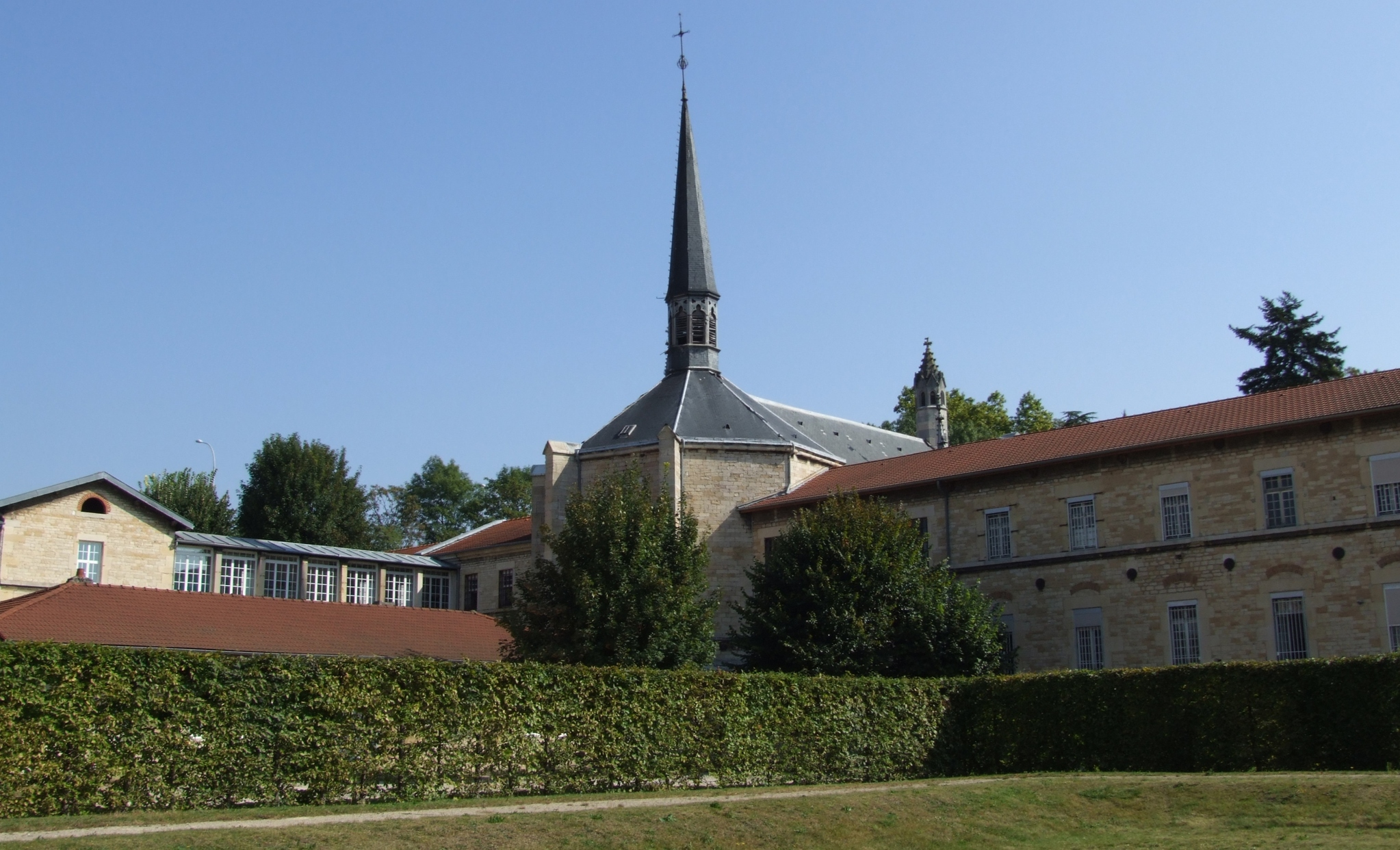
Das Hospital auf dem Gelände der Kartause mit der neogotischen Kapelle

Während der Revolution, wurden 1791 die Mönche verjagt, viele von ihnen ermordet und die Chartreuse zum Nationalgut erklärt. 1791 erwarb Emmanuel Crétet (ein späterer Minister Napoleons) die Chartreuse aus eigenem Vermögen und zog sich hierhin zurück. Die gesamte Klosteranlage wurde abgerissen. Erhalten blieben nur das Portal und der Mosesbrunnen sowie Reste eines Treppenturms der Kirche. Die Herzogsgrabmäler wurden demontiert und in der Kirche Saint-Benigne in Dijon wieder aufgestellt, dort aber 1793 brutal zerschlagen. Die heute auf dem Gelände der Chartreuse stehende Kapelle ist ein neogotischer Neubau vom Ende des 19. Jahrhunderts.
Heute befindet sich auf dem Gelände der Chartreuse das Centre hospitalier spécialisé (CHS) Djons, eine psychiatrische Klinik. In Dijon wird aller à la Chartreuse als umgangssprachliche Redewendung für die Einweisung zur Unterbringung in die Psychiatrie verwendet.

## Erhaltene Kunstwerke
Von den ursprünglichen Bauten sind noch zwei größere Teile an Ort und Stelle übrig geblieben: der Mosesbrunnen und das Portal der Kapelle. Die früher in der Kapelle befindlichen Grabmäler der Herzöge Philipp der Kühne und Johann Ohnefurcht sind heute im Musée des Beaux-Arts de Dijon aufgestellt. Weitere Kunstwerke aus der Kartause sind dort, im Musée archéologique de Dijon und in anderen Museen erhalten.

### Die Grabmäler

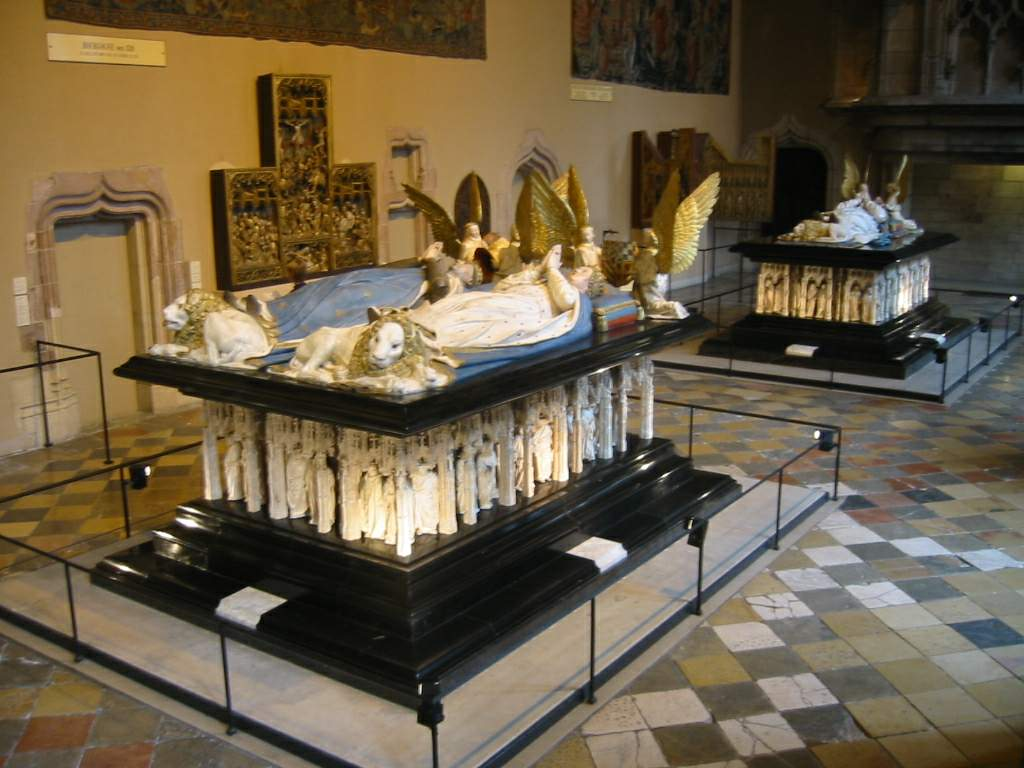
Die Grabmäler aus der Kartause im Museum von Dijon

Aus den geringen Überresten des Grabmals Philipps des Kühnen sowie des Doppelgrabs von Johann Ohnefurcht und dessen Gemahlin Margarethe von Bayern rekonstruierte man ab 1819 die beiden Werke. Von den großen Liegefiguren waren nur die Gesichter und die Hände erhalten. Nach alten Ansichten wurden die neu gearbeitete Figuren integriert. Die auf den Grabmälern sitzenden Engel und die Trauerfiguren aus Alabaster an den Seitenwänden sind fast vollständig erhalten. Die Arkaden aus Marmor sind teils rekonstruiert, teils alt.

### Das Portal

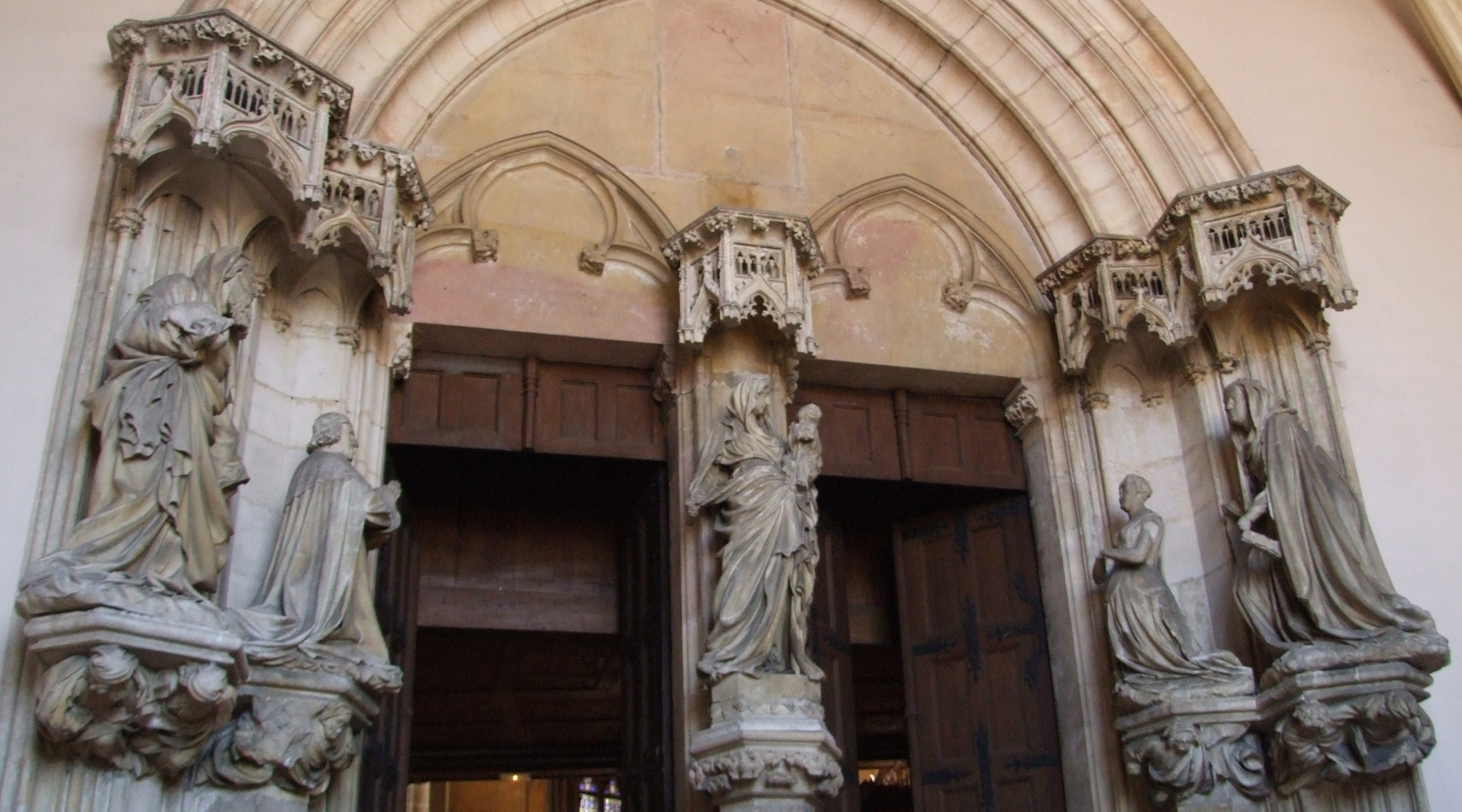
Portal der Kapelle

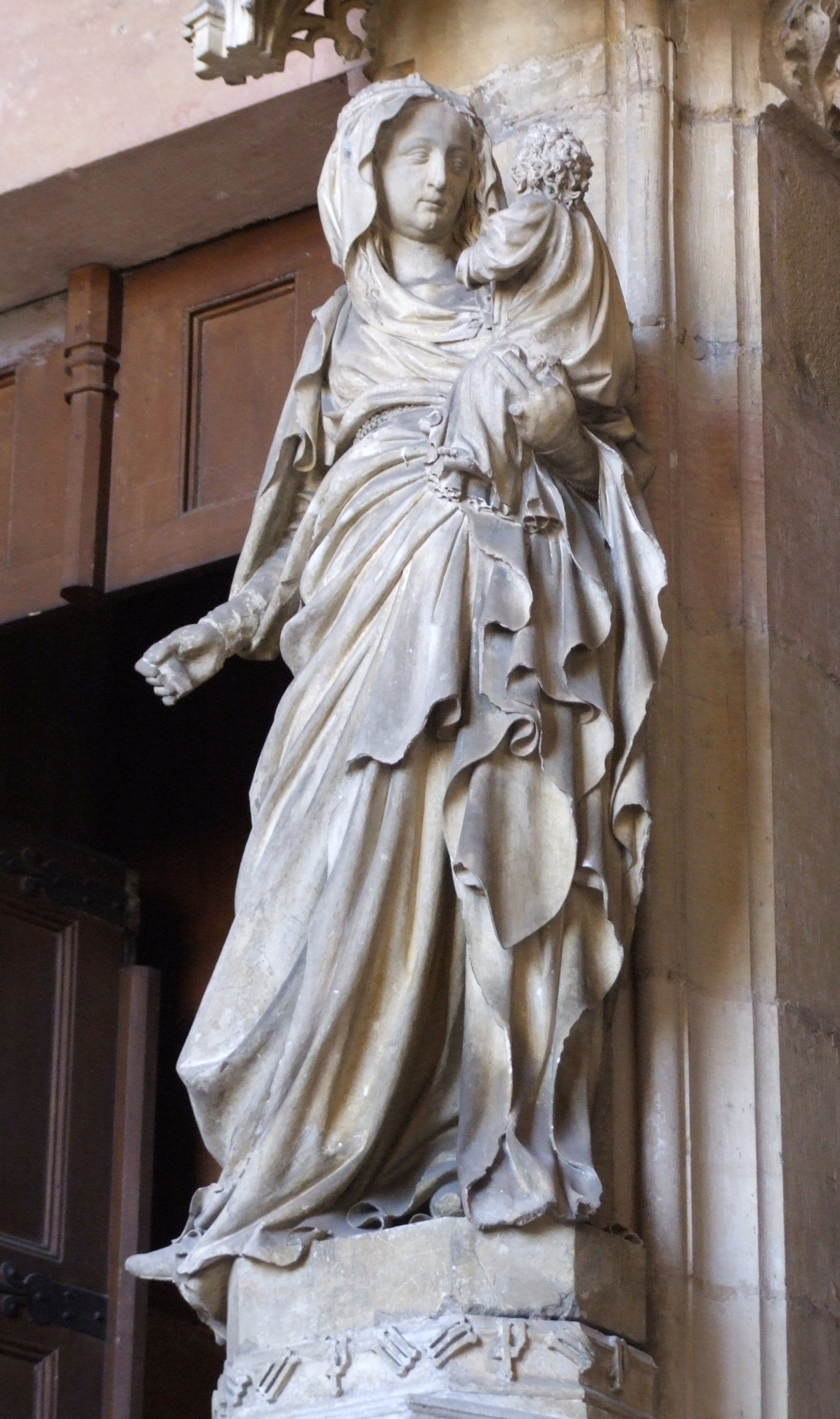
Die Jungfrau mit dem Kind

Das Portal der Kapelle zeigt die Art der Ikonographie, die man häufig und vor allem an den Pariser Retabeln und Portalen zur Zeit des Königs Karl V. findet. Die knienden Stifter werden durch einen begleitenden Heiligen der Jungfrau vorgestellt; links Herzog Philipp der Kühne auf den Knien vor Johannes dem Täufer, rechts die Herzogin Margarete von Flandern vor Katharina von Alexandrien, in der Mitte die Jungfrau Maria mit dem Jesuskind.
Die ursprüngliche Konzeption des Portals wird dem Architekten Drouet de Dammartin und dem Bildhauer Jean de Marville zugeschrieben, doch hat Claus Sluter nachweislich Änderungen an der ursprünglichen Portalanlage vorgenommen. Die Jungfrau mit dem Kind, das Herzogspaar und die Heiligen stammen von Claus Sluter.

## Der Mosesbrunnen

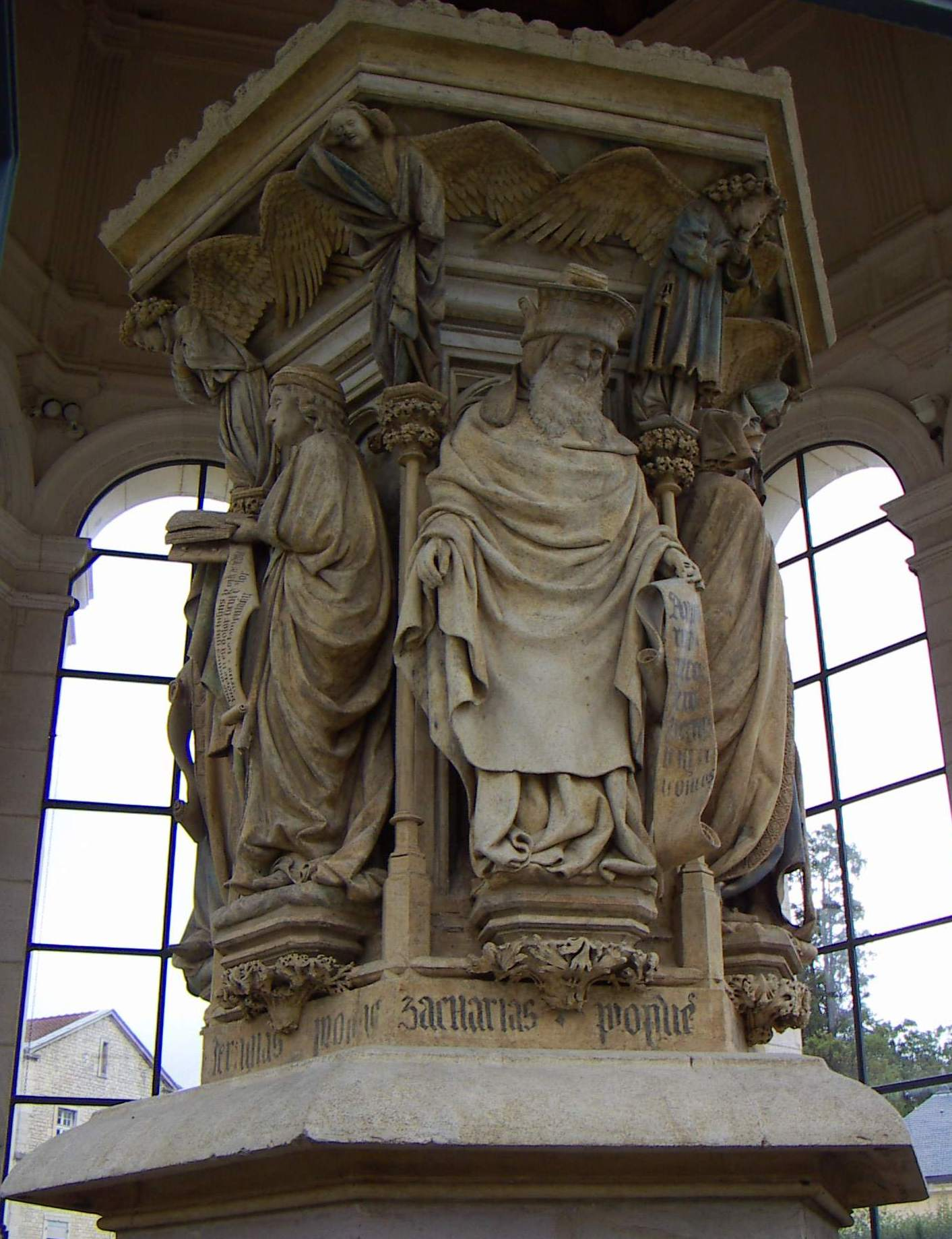
Mosesbrunnen